# Giáo dân
Giáo dân là những tín hữu thuộc một giáo hội nào đó mà không phải là giáo sĩ hoặc tu sĩ. Thông thường, từ "giáo dân" được dùng để chỉ những tín đồ Công giáo, Tin Lành, Chính Thống giáo Đông Phương, Anh giáo, Do Thái giáo, Hồi giáo... Mặc dù có những nét khác biệt trong các lý luận thần học, cách gọi tên, nhưng các tôn giáo kể trên đều tin vào một Thiên Chúa quyền năng trên hết mọi sự vô hình cũng như hữu hình. Trong Kitô giáo, giáo dân còn được gọi là Kitô hữu hay Cơ Đốc nhân.

## Giải thích
Từ giáo dân tại Việt Nam là chữ quốc ngữ do các nhà truyền giáo Tây phương sang Việt Nam truyền đạo và dạy cho (giáo quyền đi đôi với chính quyền) nên từ giáo dân lúc khởi nguyên là được dùng để chỉ ra những người theo đạo Công giáo (vì các nhà truyền giáo Tây phương lúc đầu rao giảng đạo Công giáo). Sau này, các giáo phái khác cũng thờ Thiên Chúa mới du nhập thêm vào Việt Nam như Tin Lành, Chính Thống giáo... nên từ giáo dân dần được dùng theo nghĩa được mở rộng để chỉ chung cho người thờ phượng Đức Chúa Trời. Cho nên, nếu dùng từ điển nước ngoài để giải thích từ nguyên "giáo dân" này thì chưa chính xác, cách hành văn nếu đòi hỏi sự chính xác thì luôn phải dùng danh từ kép như: giáo dân Công giáo, giáo dân Chính Thống, giáo dân Tin Lành, giáo dân Do Thái (có thể tìm thấy danh từ kép này trong Thánh Kinh), giáo dân Hồi giáo (trong các bản dịch kinh Coran).
Đối với người Công giáo, giáo dân là từ để chỉ những người không có chức thánh, còn giáo sĩ chỉ những người có chức thánh như linh mục, giám mục...